# Jamuria
Jamuria (o Jaykayanagar, Jaykaynagar) è una suddivisione dell'India, classificata come municipality, di 129.456 abitanti, situata nel distretto di Bardhaman, nello stato federato del Bengala Occidentale. In base al numero di abitanti la città rientra nella classe I (da 100.000 persone in su).

## Geografia fisica
La città è situata a 23° 41' 60 N e 87° 4' 60 E e ha un'altitudine di 110 m s.l.m..

## Società

### Evoluzione demografica
Al censimento del 2001 la popolazione di Jamuria assommava a 129.456 persone, delle quali 68.741 maschi e 60.715 femmine. I bambini di età inferiore o uguale ai sei anni assommavano a 17.612, dei quali 8.949 maschi e 8.663 femmine. Infine, coloro che erano in grado di saper almeno leggere e scrivere erano 74.996, dei quali 46.282 maschi e 28.714 femmine.